# Paul Manivet
Paul Manivet est un poète avignonnais né le 26 juin 1856 et mort le 20 juillet 1930. Son nom a été donné à la rue d'Avignon où il naquit, au 19 rue Paul Manivet. 

## Biographie
Une édition originale de ses Sonnets a été illustrée, sous l'impulsion de Pierre Grivolas, par une trentaine de peintres dont Lina Bill.
Il repose au cimetière Saint-Véran d'Avignon.

## Œuvres

### Roman
- Le roman de Lisette, Éd. Seguin, Avignon, (1881)

### Poésie
- Les sonnets. 1889-1891, Éd. Lemerre, (sd)
- En Avignon, Éd. P.Lemerre et Aubanel frères (1900)
- En Avignon. Poèmes modernes, Éd. Alphonse Lemerre (1900)
- Les rues d'Avignon. Sonnets, Éd. des Artistes, (1913)

### Livret d'opéra
- Le Roman de Lisette, opéra-comique en un acte, sur un livret de Paul Manivet, composé par Eugène de Bricqueville[2].